# Panorama de l'enfer
Panorama de l'enfer (地獄変, Jigokuhen) est un one-shot manga d'horreur d'Hideshi Hino publié au Japon en 1984 par Hibari shobō.
La version française est publiée par les éditions IMHO en 2004.

## Liste des 13 tableaux
1. La guillotine
2. La rivière de l'enfer
3. Le crématorium des décapités
4. Le cimetière des condamnés à mort
5. Le rêve des enfants aliénés
6. L'auberge infernale
7. L'anaconda de Toné
8. La chauve-souris rouge
9. Le dragon
10. La vieille folle
11. L'empire des illusions
12. Le portrait du jeune garçon en artiste
13. Le panorama de l'enfer

## Distinction
Le manga est nommé au festival d'Angoulême 2005 en sélection officielle.

## Documentation
- Paul Gravett (dir.), « De 1970 à 1989 : Panorama de l'enfer », dans Les 1001 BD qu'il faut avoir lues dans sa vie, Flammarion, 2012 (ISBN 2081277735), p. 449.